# Itzgrund
Itzgrund är en kommun i Landkreis Coburg i Regierungsbezirk Oberfranken i förbundslandet Bayern i Tyskland.
Kommunen bildades 1 maj 1978 genom en sammanslagning av kommunerna Gleußen, Kaltenbrunn, Lahm, Schottenstein och Welsberg.